# BinckBank Tour 2018
La 14.ª edición del BinckBank Tour se celebró entre el 13 y el 19 de agosto de 2018 con inicio en la ciudad de Heerenveen en Países Bajos y final en la ciudad de Geraardsbergen en Bélgica. El recorrido constó de un total de 7 etapas sobre una distancia total de 1122,4 km.
La carrera hizo parte del circuito UCI WorldTour 2018, dentro de la categoría 2.UWT, y fue ganada por el esloveno Matej Mohorič del Bahrain Merida. Completaron el podio, como segundo y tercer clasificado respectivamente, el australiano Michael Matthews del Sunweb y el belga Tim Wellens del Lotto Soudal.

## Equipos participantes
Tomaron la partida un total de 23 equipos, de los cuales asisten por derecho propio los 18 equipos de categoría UCI WorldTeam y por invitación de los organizadores de la prueba un total de 5 equipos de categoría Profesional Continental, quienes conformaron un pelotón de 161 ciclistas de los cuales terminaron 90.
Los equipos participantes fueron:
| WorldTeams (18)- AG2R La Mondiale - Astana - Bahrain-Merida - BMC Racing Team - Bora-Hansgrohe - Dimension Data - EF Education First-Drapac p/b Cannondale - Groupama-FDJ - Katusha-Alpecin - Lotto NL-Jumbo - Lotto Soudal - Mitchelton-Scott - Movistar Team - Quick-Step Floors - Sky - Team Sunweb - Trek-Segafredo - UAE Team Emirates Equipos continentales profesionales (5)- Roompot-Nederlandse Loterij - Sport Vlaanderen-Baloise - Vérandas Willems-Crelan - Wanty-Groupe Gobert - WB-Aqua Protect-Veranclassic |
| |

## Recorrido
| Etapa     | Fecha     | Recorrido                              | type                    | Distancia (km) | Ganador            | Líder          |
| --------- | --------- | -------------------------------------- | ----------------------- | -------------- | ------------------ | -------------- |
| 1.ª etapa | 13 de ago | Heerenveen – Bolsward                  | etapa llana             | 177,3          | Fabio Jakobsen     | Fabio Jakobsen |
| 2.ª etapa | 14 de ago | Venray – Venray                        | contrarreloj individual | 12,7           | Stefan Küng        | Stefan Küng    |
| 3.ª etapa | 15 de ago | Aalter – Amberes                       | etapa llana             | 166            | Taco van der Hoorn | Matej Mohorič  |
| 4.ª etapa | 16 de ago | Blankenberge – Ardooie                 | etapa llana             | 165,5          | Jasper Stuyven     | Matej Mohorič  |
| 5.ª etapa | 17 de ago | Sint-Pieters-Leeuw – Lanaken           | etapa llana             | 209,2          | Magnus Cort        | Matej Mohorič  |
| 6.ª etapa | 18 de ago | Riemst – Sittard-Geleen                | etapa escarpada         | 182,2          | Gregor Mühlberger  | Matej Mohorič  |
| 7.ª etapa | 19 de ago | Lacs de l'Eau d'Heure – Geraardsbergen | etapa escarpada         | 209,5          | Michael Matthews   | Matej Mohorič  |

## Desarrollo de la carrera

### 1.ª etapa
| Heerenveen - Bolsward | etapa llana | (177,3 km) |

| \| Clasificación de la etapa \| Clasificación de la etapa \| Clasificación de la etapa \| Clasificación de la etapa \| Clasificación de la etapa \| \| Ciclista \| Ciclista \| Equipo \| Tiempo \| \| \| ------------------------- \| ------------------------- \| ------------------------- \| ------------------------- \| ------------------------- \| \| 1.º \| Fabio Jakobsen \| Quick-Step Floors \| 4 h 01 min 00 s \| \| \| 2.º \| Marcel Kittel \| Katusha-Alpecin \| + 0 s \| \| \| 3.º \| Caleb Ewan \| Mitchelton-Scott \| + 0 s \| \| \| 4.º \| Kristoffer Halvorsen \| Team Sky \| + 0 s \| \| \| 5.º \| Max Walscheid \| Team Sunweb \| + 0 s \| \| \| 6.º \| Dylan Groenewegen \| LottoNL-Jumbo \| + 0 s \| \| \| 7.º \| Matteo Pelucchi \| Bora-Hansgrohe \| + 0 s \| \| \| 8.º \| Timothy Dupont \| Wanty-Groupe Gobert \| + 0 s \| \| \| 9.º \| Jasper Stuyven \| Trek-Segafredo \| + 0 s \| \| \| 10.º \| Riccardo Minali \| Astana \| + 0 s \| \| |                      |                     |                 |
| |                      |                     |                 |
| Fuente: ProCyclingStats |                      |                     |                 |
| Clasificación de la etapa |                      |                     |                 |
| Ciclista | Ciclista             | Equipo              | Tiempo          |
| 1.º | Fabio Jakobsen       | Quick-Step Floors   | 4 h 01 min 00 s |
| 2.º | Marcel Kittel        | Katusha-Alpecin     | + 0 s           |
| 3.º | Caleb Ewan           | Mitchelton-Scott    | + 0 s           |
| 4.º | Kristoffer Halvorsen | Team Sky            | + 0 s           |
| 5.º | Max Walscheid        | Team Sunweb         | + 0 s           |
| 6.º | Dylan Groenewegen    | LottoNL-Jumbo       | + 0 s           |
| 7.º | Matteo Pelucchi      | Bora-Hansgrohe      | + 0 s           |
| 8.º | Timothy Dupont       | Wanty-Groupe Gobert | + 0 s           |
| 9.º | Jasper Stuyven       | Trek-Segafredo      | + 0 s           |
| 10.º | Riccardo Minali      | Astana              | + 0 s           |

| \| Clasificación general \| Clasificación general \| Clasificación general \| Clasificación general \| Clasificación general \| \| Ciclista \| Ciclista \| Equipo \| Tiempo \| \| \| --------------------- \| --------------------- \| ---------------------------- \| --------------------- \| --------------------- \| \| 1.º \| Fabio Jakobsen \| Quick-Step Floors \| 4 h 00 min 50 s \| \| \| 2.º \| Marcel Kittel \| Katusha-Alpecin \| + 4 s \| \| \| 3.º \| Elmar Reinders \| Roompot-Nederlandse Loterij \| + 5 s \| \| \| 4.º \| Dries De Bondt \| Verandas Willems-Crelan \| + 5 s \| \| \| 5.º \| Caleb Ewan \| Mitchelton-Scott \| + 6 s \| \| \| 6.º \| Manuele Boaro \| Bahrain-Merida \| + 7 s \| \| \| 7.º \| Dimitri Peyskens \| WB-Aqua Protect-Veranclassic \| + 7 s \| \| \| 8.º \| Matej Mohorič \| Bahrain-Merida \| + 9 s \| \| \| 9.º \| Thomas Sprengers \| Sport Vlaanderen-Baloise \| + 9 s \| \| \| 10.º \| Kristoffer Halvorsen \| Team Sky \| + 10 s \| \| |                      |                              |                 |
| |                      |                              |                 |
| Fuente: ProCyclingStats |                      |                              |                 |
| Clasificación general |                      |                              |                 |
| Ciclista | Ciclista             | Equipo                       | Tiempo          |
| 1.º | Fabio Jakobsen       | Quick-Step Floors            | 4 h 00 min 50 s |
| 2.º | Marcel Kittel        | Katusha-Alpecin              | + 4 s           |
| 3.º | Elmar Reinders       | Roompot-Nederlandse Loterij  | + 5 s           |
| 4.º | Dries De Bondt       | Verandas Willems-Crelan      | + 5 s           |
| 5.º | Caleb Ewan           | Mitchelton-Scott             | + 6 s           |
| 6.º | Manuele Boaro        | Bahrain-Merida               | + 7 s           |
| 7.º | Dimitri Peyskens     | WB-Aqua Protect-Veranclassic | + 7 s           |
| 8.º | Matej Mohorič        | Bahrain-Merida               | + 9 s           |
| 9.º | Thomas Sprengers     | Sport Vlaanderen-Baloise     | + 9 s           |
| 10.º | Kristoffer Halvorsen | Team Sky                     | + 10 s          |

### 2.ª etapa
| Venray - Venray | contrarreloj individual | (12,7 km) |

| \| Clasificación de la etapa \| Clasificación de la etapa \| Clasificación de la etapa \| Clasificación de la etapa \| Clasificación de la etapa \| \| Ciclista \| Ciclista \| Equipo \| Tiempo \| \| \| ------------------------- \| ------------------------- \| ------------------------- \| ------------------------- \| ------------------------- \| \| 1.º \| Stefan Küng \| BMC Racing Team \| 14 min 11 s \| \| \| 2.º \| Victor Campenaerts \| Lotto-Soudal \| + 14 s \| \| \| 3.º \| Søren Kragh Andersen \| Team Sunweb \| + 15 s \| \| \| 4.º \| Michael Matthews \| Team Sunweb \| + 15 s \| \| \| 5.º \| Maximilian Schachmann \| Quick-Step Floors \| + 19 s \| \| \| 6.º \| Alex Dowsett \| Katusha-Alpecin \| + 19 s \| \| \| 7.º \| Luke Durbridge \| Mitchelton-Scott \| + 20 s \| \| \| 8.º \| Miles Scotson \| BMC Racing Team \| + 22 s \| \| \| 9.º \| Maciej Bodnar \| Bora-Hansgrohe \| + 23 s \| \| \| 10.º \| Yves Lampaert \| Quick-Step Floors \| + 23 s \| \| |                       |                   |             |
| |                       |                   |             |
| Fuente: ProCyclingStats |                       |                   |             |
| Clasificación de la etapa |                       |                   |             |
| Ciclista | Ciclista              | Equipo            | Tiempo      |
| 1.º | Stefan Küng           | BMC Racing Team   | 14 min 11 s |
| 2.º | Victor Campenaerts    | Lotto-Soudal      | + 14 s      |
| 3.º | Søren Kragh Andersen  | Team Sunweb       | + 15 s      |
| 4.º | Michael Matthews      | Team Sunweb       | + 15 s      |
| 5.º | Maximilian Schachmann | Quick-Step Floors | + 19 s      |
| 6.º | Alex Dowsett          | Katusha-Alpecin   | + 19 s      |
| 7.º | Luke Durbridge        | Mitchelton-Scott  | + 20 s      |
| 8.º | Miles Scotson         | BMC Racing Team   | + 22 s      |
| 9.º | Maciej Bodnar         | Bora-Hansgrohe    | + 23 s      |
| 10.º | Yves Lampaert         | Quick-Step Floors | + 23 s      |

| \| Clasificación general \| Clasificación general \| Clasificación general \| Clasificación general \| Clasificación general \| \| Ciclista \| Ciclista \| Equipo \| Tiempo \| \| \| --------------------- \| --------------------- \| --------------------- \| --------------------- \| --------------------- \| \| 1.º \| Stefan Küng \| BMC Racing Team \| 4 h 15 min 11 s \| \| \| 2.º \| Victor Campenaerts \| Lotto-Soudal \| + 14 s \| \| \| 3.º \| Søren Kragh Andersen \| Team Sunweb \| + 15 s \| \| \| 4.º \| Michael Matthews \| Team Sunweb \| + 15 s \| \| \| 5.º \| Maximilian Schachmann \| Quick-Step Floors \| + 19 s \| \| \| 6.º \| Alex Dowsett \| Katusha-Alpecin \| + 19 s \| \| \| 7.º \| Luke Durbridge \| Mitchelton-Scott \| + 20 s \| \| \| 8.º \| Miles Scotson \| BMC Racing Team \| + 22 s \| \| \| 9.º \| Maciej Bodnar \| Bora-Hansgrohe \| + 23 s \| \| \| 10.º \| Yves Lampaert \| Quick-Step Floors \| + 23 s \| \| |                       |                   |                 |
| |                       |                   |                 |
| Fuente: ProCyclingStats |                       |                   |                 |
| Clasificación general |                       |                   |                 |
| Ciclista | Ciclista              | Equipo            | Tiempo          |
| 1.º | Stefan Küng           | BMC Racing Team   | 4 h 15 min 11 s |
| 2.º | Victor Campenaerts    | Lotto-Soudal      | + 14 s          |
| 3.º | Søren Kragh Andersen  | Team Sunweb       | + 15 s          |
| 4.º | Michael Matthews      | Team Sunweb       | + 15 s          |
| 5.º | Maximilian Schachmann | Quick-Step Floors | + 19 s          |
| 6.º | Alex Dowsett          | Katusha-Alpecin   | + 19 s          |
| 7.º | Luke Durbridge        | Mitchelton-Scott  | + 20 s          |
| 8.º | Miles Scotson         | BMC Racing Team   | + 22 s          |
| 9.º | Maciej Bodnar         | Bora-Hansgrohe    | + 23 s          |
| 10.º | Yves Lampaert         | Quick-Step Floors | + 23 s          |

### 3.ª etapa
| Aalter - Amberes | etapa llana | (166 km) |

| \| Clasificación de la etapa \| Clasificación de la etapa \| Clasificación de la etapa \| Clasificación de la etapa \| Clasificación de la etapa \| \| Ciclista \| Ciclista \| Equipo \| Tiempo \| \| \| ------------------------- \| ------------------------- \| ---------------------------- \| ------------------------- \| ------------------------- \| \| 1.º \| Taco van der Hoorn \| Roompot-Nederlandse Loterij \| 3 h 47 min 42 s \| \| \| 2.º \| Maxime Vantomme \| WB-Aqua Protect-Veranclassic \| + 3 s \| \| \| 3.º \| Sean De Bie \| Verandas Willems-Crelan \| + 3 s \| \| \| 4.º \| Matej Mohorič \| Bahrain-Merida \| + 3 s \| \| \| 5.º \| Jesper Asselman \| Roompot-Nederlandse Loterij \| + 35 s \| \| \| 6.º \| Dylan Groenewegen \| LottoNL-Jumbo \| + 1 min 11 s \| \| \| 7.º \| Rüdiger Selig \| Bora-Hansgrohe \| + 1 min 11 s \| \| \| 8.º \| Fabio Jakobsen \| Quick-Step Floors \| + 1 min 11 s \| \| \| 9.º \| Max Walscheid \| Team Sunweb \| + 1 min 11 s \| \| \| 10.º \| Tom Van Asbroeck \| EF Education First-Drapac \| + 1 min 11 s \| \| |                    |                              |                 |
| |                    |                              |                 |
| Fuente: ProCyclingStats |                    |                              |                 |
| Clasificación de la etapa |                    |                              |                 |
| Ciclista | Ciclista           | Equipo                       | Tiempo          |
| 1.º | Taco van der Hoorn | Roompot-Nederlandse Loterij  | 3 h 47 min 42 s |
| 2.º | Maxime Vantomme    | WB-Aqua Protect-Veranclassic | + 3 s           |
| 3.º | Sean De Bie        | Verandas Willems-Crelan      | + 3 s           |
| 4.º | Matej Mohorič      | Bahrain-Merida               | + 3 s           |
| 5.º | Jesper Asselman    | Roompot-Nederlandse Loterij  | + 35 s          |
| 6.º | Dylan Groenewegen  | LottoNL-Jumbo                | + 1 min 11 s    |
| 7.º | Rüdiger Selig      | Bora-Hansgrohe               | + 1 min 11 s    |
| 8.º | Fabio Jakobsen     | Quick-Step Floors            | + 1 min 11 s    |
| 9.º | Max Walscheid      | Team Sunweb                  | + 1 min 11 s    |
| 10.º | Tom Van Asbroeck   | EF Education First-Drapac    | + 1 min 11 s    |

| \| Clasificación general \| Clasificación general \| Clasificación general \| Clasificación general \| Clasificación general \| \| Ciclista \| Ciclista \| Equipo \| Tiempo \| \| \| --------------------- \| --------------------- \| ---------------------------- \| --------------------- \| --------------------- \| \| 1.º \| Matej Mohorič \| Bahrain-Merida \| 8 h 03 min 45 s \| \| \| 2.º \| Sean De Bie \| Verandas Willems-Crelan \| + 1 s \| \| \| 3.º \| Stefan Küng \| BMC Racing Team \| + 19 s \| \| \| 4.º \| Maxime Vantomme \| WB-Aqua Protect-Veranclassic \| + 25 s \| \| \| 5.º \| Taco van der Hoorn \| Roompot-Nederlandse Loterij \| + 31 s \| \| \| 6.º \| Victor Campenaerts \| Lotto-Soudal \| + 33 s \| \| \| 7.º \| Søren Kragh Andersen \| Team Sunweb \| + 34 s \| \| \| 8.º \| Michael Matthews \| Team Sunweb \| + 34 s \| \| \| 9.º \| Maximilian Schachmann \| Quick-Step Floors \| + 38 s \| \| \| 10.º \| Alex Dowsett \| Katusha-Alpecin \| + 38 s \| \| |                       |                              |                 |
| |                       |                              |                 |
| Fuente: ProCyclingStats |                       |                              |                 |
| Clasificación general |                       |                              |                 |
| Ciclista | Ciclista              | Equipo                       | Tiempo          |
| 1.º | Matej Mohorič         | Bahrain-Merida               | 8 h 03 min 45 s |
| 2.º | Sean De Bie           | Verandas Willems-Crelan      | + 1 s           |
| 3.º | Stefan Küng           | BMC Racing Team              | + 19 s          |
| 4.º | Maxime Vantomme       | WB-Aqua Protect-Veranclassic | + 25 s          |
| 5.º | Taco van der Hoorn    | Roompot-Nederlandse Loterij  | + 31 s          |
| 6.º | Victor Campenaerts    | Lotto-Soudal                 | + 33 s          |
| 7.º | Søren Kragh Andersen  | Team Sunweb                  | + 34 s          |
| 8.º | Michael Matthews      | Team Sunweb                  | + 34 s          |
| 9.º | Maximilian Schachmann | Quick-Step Floors            | + 38 s          |
| 10.º | Alex Dowsett          | Katusha-Alpecin              | + 38 s          |

### 4.ª etapa
| Blankenberge - Ardooie | etapa llana | (165,5 km) |

| \| Clasificación de la etapa \| Clasificación de la etapa \| Clasificación de la etapa \| Clasificación de la etapa \| Clasificación de la etapa \| \| Ciclista \| Ciclista \| Equipo \| Tiempo \| \| \| ------------------------- \| ------------------------- \| ------------------------- \| ------------------------- \| ------------------------- \| \| 1.º \| Jasper Stuyven \| Trek-Segafredo \| 3 h 44 min 46 s \| \| \| 2.º \| Caleb Ewan \| Mitchelton-Scott \| + 0 s \| \| \| 3.º \| Zdeněk Štybar \| Quick-Step Floors \| + 0 s \| \| \| 4.º \| Rüdiger Selig \| Bora-Hansgrohe \| + 0 s \| \| \| 5.º \| Timothy Dupont \| Wanty-Groupe Gobert \| + 0 s \| \| \| 6.º \| Jean-Pierre Drucker \| BMC Racing Team \| + 0 s \| \| \| 7.º \| Ryan Gibbons \| Dimension Data \| + 0 s \| \| \| 8.º \| Tom Van Asbroeck \| EF Education First-Drapac \| + 0 s \| \| \| 9.º \| Daniel Hoelgaard \| Groupama-FDJ \| + 0 s \| \| \| 10.º \| Dylan Groenewegen \| LottoNL-Jumbo \| + 0 s \| \| |                     |                           |                 |
| |                     |                           |                 |
| Fuente: ProCyclingStats |                     |                           |                 |
| Clasificación de la etapa |                     |                           |                 |
| Ciclista | Ciclista            | Equipo                    | Tiempo          |
| 1.º | Jasper Stuyven      | Trek-Segafredo            | 3 h 44 min 46 s |
| 2.º | Caleb Ewan          | Mitchelton-Scott          | + 0 s           |
| 3.º | Zdeněk Štybar       | Quick-Step Floors         | + 0 s           |
| 4.º | Rüdiger Selig       | Bora-Hansgrohe            | + 0 s           |
| 5.º | Timothy Dupont      | Wanty-Groupe Gobert       | + 0 s           |
| 6.º | Jean-Pierre Drucker | BMC Racing Team           | + 0 s           |
| 7.º | Ryan Gibbons        | Dimension Data            | + 0 s           |
| 8.º | Tom Van Asbroeck    | EF Education First-Drapac | + 0 s           |
| 9.º | Daniel Hoelgaard    | Groupama-FDJ              | + 0 s           |
| 10.º | Dylan Groenewegen   | LottoNL-Jumbo             | + 0 s           |

| \| Clasificación general \| Clasificación general \| Clasificación general \| Clasificación general \| Clasificación general \| \| Ciclista \| Ciclista \| Equipo \| Tiempo \| \| \| --------------------- \| --------------------- \| ---------------------------- \| --------------------- \| --------------------- \| \| 1.º \| Matej Mohorič \| Bahrain-Merida \| 11 h 48 min 28 s \| \| \| 2.º \| Sean De Bie \| Verandas Willems-Crelan \| + 3 s \| \| \| 3.º \| Stefan Küng \| BMC Racing Team \| + 22 s \| \| \| 4.º \| Maxime Vantomme \| WB-Aqua Protect-Veranclassic \| + 28 s \| \| \| 5.º \| Michael Matthews \| Team Sunweb \| + 30 s \| \| \| 6.º \| Taco van der Hoorn \| Roompot-Nederlandse Loterij \| + 32 s \| \| \| 7.º \| Victor Campenaerts \| Lotto-Soudal \| + 36 s \| \| \| 8.º \| Søren Kragh Andersen \| Team Sunweb \| + 37 s \| \| \| 9.º \| Maximilian Schachmann \| Quick-Step Floors \| + 41 s \| \| \| 10.º \| Alex Dowsett \| Katusha-Alpecin \| + 41 s \| \| |                       |                              |                  |
| |                       |                              |                  |
| Fuente: ProCyclingStats |                       |                              |                  |
| Clasificación general |                       |                              |                  |
| Ciclista | Ciclista              | Equipo                       | Tiempo           |
| 1.º | Matej Mohorič         | Bahrain-Merida               | 11 h 48 min 28 s |
| 2.º | Sean De Bie           | Verandas Willems-Crelan      | + 3 s            |
| 3.º | Stefan Küng           | BMC Racing Team              | + 22 s           |
| 4.º | Maxime Vantomme       | WB-Aqua Protect-Veranclassic | + 28 s           |
| 5.º | Michael Matthews      | Team Sunweb                  | + 30 s           |
| 6.º | Taco van der Hoorn    | Roompot-Nederlandse Loterij  | + 32 s           |
| 7.º | Victor Campenaerts    | Lotto-Soudal                 | + 36 s           |
| 8.º | Søren Kragh Andersen  | Team Sunweb                  | + 37 s           |
| 9.º | Maximilian Schachmann | Quick-Step Floors            | + 41 s           |
| 10.º | Alex Dowsett          | Katusha-Alpecin              | + 41 s           |

### 5.ª etapa
| Sint-Pieters-Leeuw - Lanaken | etapa llana | (209,2 km) |

| \| Clasificación de la etapa \| Clasificación de la etapa \| Clasificación de la etapa \| Clasificación de la etapa \| Clasificación de la etapa \| \| Ciclista \| Ciclista \| Equipo \| Tiempo \| \| \| ------------------------- \| ------------------------- \| ------------------------- \| ------------------------- \| ------------------------- \| \| 1.º \| Magnus Cort \| Astana \| 4 h 39 min 50 s \| \| \| 2.º \| Julius van den Berg \| EF Education First-Drapac \| + 0 s \| \| \| 3.º \| Alexis Gougeard \| AG2R La Mondiale \| + 0 s \| \| \| 4.º \| Jonas Rickaert \| Sport Vlaanderen-Baloise \| + 29 s \| \| \| 5.º \| Caleb Ewan \| Mitchelton-Scott \| + 33 s \| \| \| 6.º \| Matteo Pelucchi \| Bora-Hansgrohe \| + 33 s \| \| \| 7.º \| Florian Sénéchal \| Quick-Step Floors \| + 33 s \| \| \| 8.º \| Tom Devriendt \| Wanty-Groupe Gobert \| + 33 s \| \| \| 9.º \| Jens Debusschere \| Lotto-Soudal \| + 33 s \| \| \| 10.º \| Matej Mohorič \| Bahrain-Merida \| + 33 s \| \| |                     |                           |                 |
| |                     |                           |                 |
| Fuente: ProCyclingStats |                     |                           |                 |
| Clasificación de la etapa |                     |                           |                 |
| Ciclista | Ciclista            | Equipo                    | Tiempo          |
| 1.º | Magnus Cort         | Astana                    | 4 h 39 min 50 s |
| 2.º | Julius van den Berg | EF Education First-Drapac | + 0 s           |
| 3.º | Alexis Gougeard     | AG2R La Mondiale          | + 0 s           |
| 4.º | Jonas Rickaert      | Sport Vlaanderen-Baloise  | + 29 s          |
| 5.º | Caleb Ewan          | Mitchelton-Scott          | + 33 s          |
| 6.º | Matteo Pelucchi     | Bora-Hansgrohe            | + 33 s          |
| 7.º | Florian Sénéchal    | Quick-Step Floors         | + 33 s          |
| 8.º | Tom Devriendt       | Wanty-Groupe Gobert       | + 33 s          |
| 9.º | Jens Debusschere    | Lotto-Soudal              | + 33 s          |
| 10.º | Matej Mohorič       | Bahrain-Merida            | + 33 s          |

| \| Clasificación general \| Clasificación general \| Clasificación general \| Clasificación general \| Clasificación general \| \| Ciclista \| Ciclista \| Equipo \| Tiempo \| \| \| --------------------- \| --------------------- \| ---------------------------- \| --------------------- \| --------------------- \| \| 1.º \| Matej Mohorič \| Bahrain-Merida \| 16 h 28 min 51 s \| \| \| 2.º \| Sean De Bie \| Verandas Willems-Crelan \| + 3 s \| \| \| 3.º \| Stefan Küng \| BMC Racing Team \| + 22 s \| \| \| 4.º \| Maxime Vantomme \| WB-Aqua Protect-Veranclassic \| + 28 s \| \| \| 5.º \| Michael Matthews \| Team Sunweb \| + 30 s \| \| \| 6.º \| Taco van der Hoorn \| Roompot-Nederlandse Loterij \| + 32 s \| \| \| 7.º \| Victor Campenaerts \| Lotto-Soudal \| + 36 s \| \| \| 8.º \| Søren Kragh Andersen \| Team Sunweb \| + 37 s \| \| \| 9.º \| Maximilian Schachmann \| Quick-Step Floors \| + 41 s \| \| \| 10.º \| Alex Dowsett \| Katusha-Alpecin \| + 41 s \| \| |                       |                              |                  |
| |                       |                              |                  |
| Fuente: ProCyclingStats |                       |                              |                  |
| Clasificación general |                       |                              |                  |
| Ciclista | Ciclista              | Equipo                       | Tiempo           |
| 1.º | Matej Mohorič         | Bahrain-Merida               | 16 h 28 min 51 s |
| 2.º | Sean De Bie           | Verandas Willems-Crelan      | + 3 s            |
| 3.º | Stefan Küng           | BMC Racing Team              | + 22 s           |
| 4.º | Maxime Vantomme       | WB-Aqua Protect-Veranclassic | + 28 s           |
| 5.º | Michael Matthews      | Team Sunweb                  | + 30 s           |
| 6.º | Taco van der Hoorn    | Roompot-Nederlandse Loterij  | + 32 s           |
| 7.º | Victor Campenaerts    | Lotto-Soudal                 | + 36 s           |
| 8.º | Søren Kragh Andersen  | Team Sunweb                  | + 37 s           |
| 9.º | Maximilian Schachmann | Quick-Step Floors            | + 41 s           |
| 10.º | Alex Dowsett          | Katusha-Alpecin              | + 41 s           |

### 6.ª etapa
| Riemst - Sittard-Geleen | etapa escarpada | (182,2 km) |

| \| Clasificación de la etapa \| Clasificación de la etapa \| Clasificación de la etapa \| Clasificación de la etapa \| Clasificación de la etapa \| \| Ciclista \| Ciclista \| Equipo \| Tiempo \| \| \| ------------------------- \| ------------------------- \| ------------------------- \| ------------------------- \| ------------------------- \| \| 1.º \| Gregor Mühlberger \| Bora-Hansgrohe \| 4 h 05 min 10 s \| \| \| 2.º \| Tim Wellens \| Lotto-Soudal \| + 3 s \| \| \| 3.º \| Zdeněk Štybar \| Quick-Step Floors \| + 3 s \| \| \| 4.º \| Dylan van Baarle \| Team Sky \| + 3 s \| \| \| 5.º \| Maximilian Schachmann \| Quick-Step Floors \| + 5 s \| \| \| 6.º \| Greg Van Avermaet \| BMC Racing Team \| + 8 s \| \| \| 7.º \| Søren Kragh Andersen \| Team Sunweb \| + 8 s \| \| \| 8.º \| Oliver Naesen \| AG2R La Mondiale \| + 11 s \| \| \| 9.º \| Jay McCarthy \| Bora-Hansgrohe \| + 11 s \| \| \| 10.º \| Mads Würtz \| Katusha-Alpecin \| + 11 s \| \| |                       |                   |                 |
| |                       |                   |                 |
| Fuente: ProCyclingStats |                       |                   |                 |
| Clasificación de la etapa |                       |                   |                 |
| Ciclista | Ciclista              | Equipo            | Tiempo          |
| 1.º | Gregor Mühlberger     | Bora-Hansgrohe    | 4 h 05 min 10 s |
| 2.º | Tim Wellens           | Lotto-Soudal      | + 3 s           |
| 3.º | Zdeněk Štybar         | Quick-Step Floors | + 3 s           |
| 4.º | Dylan van Baarle      | Team Sky          | + 3 s           |
| 5.º | Maximilian Schachmann | Quick-Step Floors | + 5 s           |
| 6.º | Greg Van Avermaet     | BMC Racing Team   | + 8 s           |
| 7.º | Søren Kragh Andersen  | Team Sunweb       | + 8 s           |
| 8.º | Oliver Naesen         | AG2R La Mondiale  | + 11 s          |
| 9.º | Jay McCarthy          | Bora-Hansgrohe    | + 11 s          |
| 10.º | Mads Würtz            | Katusha-Alpecin   | + 11 s          |

| \| Clasificación general \| Clasificación general \| Clasificación general \| Clasificación general \| Clasificación general \| \| Ciclista \| Ciclista \| Equipo \| Tiempo \| \| \| --------------------- \| --------------------- \| --------------------------- \| --------------------- \| --------------------- \| \| 1.º \| Matej Mohorič \| Bahrain-Merida \| 20 h 34 min 12 s \| \| \| 2.º \| Michael Matthews \| Team Sunweb \| + 30 s \| \| \| 3.º \| Taco van der Hoorn \| Roompot-Nederlandse Loterij \| + 32 s \| \| \| 4.º \| Søren Kragh Andersen \| Team Sunweb \| + 34 s \| \| \| 5.º \| Maximilian Schachmann \| Quick-Step Floors \| + 35 s \| \| \| 6.º \| Maciej Bodnar \| Bora-Hansgrohe \| + 36 s \| \| \| 7.º \| Victor Campenaerts \| Lotto-Soudal \| + 36 s \| \| \| 8.º \| Tim Wellens \| Lotto-Soudal \| + 37 s \| \| \| 9.º \| Yves Lampaert \| Quick-Step Floors \| + 43 s \| \| \| 10.º \| Dylan van Baarle \| Team Sky \| + 44 s \| \| |                       |                             |                  |
| |                       |                             |                  |
| Fuente: ProCyclingStats |                       |                             |                  |
| Clasificación general |                       |                             |                  |
| Ciclista | Ciclista              | Equipo                      | Tiempo           |
| 1.º | Matej Mohorič         | Bahrain-Merida              | 20 h 34 min 12 s |
| 2.º | Michael Matthews      | Team Sunweb                 | + 30 s           |
| 3.º | Taco van der Hoorn    | Roompot-Nederlandse Loterij | + 32 s           |
| 4.º | Søren Kragh Andersen  | Team Sunweb                 | + 34 s           |
| 5.º | Maximilian Schachmann | Quick-Step Floors           | + 35 s           |
| 6.º | Maciej Bodnar         | Bora-Hansgrohe              | + 36 s           |
| 7.º | Victor Campenaerts    | Lotto-Soudal                | + 36 s           |
| 8.º | Tim Wellens           | Lotto-Soudal                | + 37 s           |
| 9.º | Yves Lampaert         | Quick-Step Floors           | + 43 s           |
| 10.º | Dylan van Baarle      | Team Sky                    | + 44 s           |

### 7.ª etapa
| Lacs de l'Eau d'Heure - Geraardsbergen | etapa escarpada | (209,5 km) |

| \| Clasificación de la etapa \| Clasificación de la etapa \| Clasificación de la etapa \| Clasificación de la etapa \| Clasificación de la etapa \| \| Ciclista \| Ciclista \| Equipo \| Tiempo \| \| \| ------------------------- \| ------------------------- \| ------------------------- \| ------------------------- \| ------------------------- \| \| 1.º \| Michael Matthews \| Team Sunweb \| 4 h 38 min 36 s \| \| \| 2.º \| Greg Van Avermaet \| BMC Racing Team \| + 1 s \| \| \| 3.º \| Zdeněk Štybar \| Quick-Step Floors \| + 3 s \| \| \| 4.º \| Oliver Naesen \| AG2R La Mondiale \| + 3 s \| \| \| 5.º \| Maximilian Schachmann \| Quick-Step Floors \| + 3 s \| \| \| 6.º \| Tim Wellens \| Lotto-Soudal \| + 3 s \| \| \| 7.º \| Dion Smith \| Wanty-Groupe Gobert \| + 3 s \| \| \| 8.º \| Niki Terpstra \| Quick-Step Floors \| + 3 s \| \| \| 9.º \| Dylan van Baarle \| Team Sky \| + 3 s \| \| \| 10.º \| Jan Polanc \| UAE Team Emirates \| + 3 s \| \| |                       |                     |                 |
| |                       |                     |                 |
| Fuente: ProCyclingStats |                       |                     |                 |
| Clasificación de la etapa |                       |                     |                 |
| Ciclista | Ciclista              | Equipo              | Tiempo          |
| 1.º | Michael Matthews      | Team Sunweb         | 4 h 38 min 36 s |
| 2.º | Greg Van Avermaet     | BMC Racing Team     | + 1 s           |
| 3.º | Zdeněk Štybar         | Quick-Step Floors   | + 3 s           |
| 4.º | Oliver Naesen         | AG2R La Mondiale    | + 3 s           |
| 5.º | Maximilian Schachmann | Quick-Step Floors   | + 3 s           |
| 6.º | Tim Wellens           | Lotto-Soudal        | + 3 s           |
| 7.º | Dion Smith            | Wanty-Groupe Gobert | + 3 s           |
| 8.º | Niki Terpstra         | Quick-Step Floors   | + 3 s           |
| 9.º | Dylan van Baarle      | Team Sky            | + 3 s           |
| 10.º | Jan Polanc            | UAE Team Emirates   | + 3 s           |

## Clasificaciones finales
Las clasificaciones finalizaron de la siguiente forma:

### Clasificación general
| \| Clasificación general \| Clasificación general \| Clasificación general \| Clasificación general \| Clasificación general \| \| Ciclista \| Ciclista \| Equipo \| Tiempo \| \| \| --------------------- \| --------------------- \| --------------------- \| --------------------- \| --------------------- \| \| 1.º \| Matej Mohorič \| Bahrain-Merida \| 25 h 13 min 01 s \| \| \| 2.º \| Michael Matthews \| Team Sunweb \| + 5 s \| \| \| 3.º \| Tim Wellens \| Lotto-Soudal \| + 20 s \| \| \| 4.º \| Maximilian Schachmann \| Quick-Step Floors \| + 25 s \| \| \| 5.º \| Dylan van Baarle \| Team Sky \| + 34 s \| \| \| 6.º \| Greg Van Avermaet \| BMC Racing Team \| + 37 s \| \| \| 7.º \| Søren Kragh Andersen \| Team Sunweb \| + 39 s \| \| \| 8.º \| Gregor Mühlberger \| Bora-Hansgrohe \| + 43 s \| \| \| 9.º \| Niki Terpstra \| Quick-Step Floors \| + 43 s \| \| \| 10.º \| Jasper Stuyven \| Trek-Segafredo \| + 50 s \| \| |                       |                   |                  |
| |                       |                   |                  |
| Fuente: ProCyclingStats |                       |                   |                  |
| Clasificación general |                       |                   |                  |
| Ciclista | Ciclista              | Equipo            | Tiempo           |
| 1.º | Matej Mohorič         | Bahrain-Merida    | 25 h 13 min 01 s |
| 2.º | Michael Matthews      | Team Sunweb       | + 5 s            |
| 3.º | Tim Wellens           | Lotto-Soudal      | + 20 s           |
| 4.º | Maximilian Schachmann | Quick-Step Floors | + 25 s           |
| 5.º | Dylan van Baarle      | Team Sky          | + 34 s           |
| 6.º | Greg Van Avermaet     | BMC Racing Team   | + 37 s           |
| 7.º | Søren Kragh Andersen  | Team Sunweb       | + 39 s           |
| 8.º | Gregor Mühlberger     | Bora-Hansgrohe    | + 43 s           |
| 9.º | Niki Terpstra         | Quick-Step Floors | + 43 s           |
| 10.º | Jasper Stuyven        | Trek-Segafredo    | + 50 s           |

### Clasificación por puntos
| Clasificación por puntos | Clasificación por puntos | Clasificación por puntos | Clasificación por puntos | Clasificación por puntos |
| Ciclista                 | Ciclista                 | Equipo                   | Puntos                   |                          |
| ------------------------ | ------------------------ | ------------------------ | ------------------------ | ------------------------ |
| 1.º                      | Zdeněk Štybar            | Quick-Step Floors        | 66 pts                   |                          |
| 2.º                      | Caleb Ewan               | Mitchelton-Scott         | 64 pts                   |                          |
| 3.º                      | Maximilian Schachmann    | Quick-Step Floors        | 51 pts                   |                          |
| 4.º                      | Michael Matthews         | Team Sunweb              | 49 pts                   |                          |
| 5.º                      | Jasper Stuyven           | Trek-Segafredo           | 41 pts                   |                          |
| 6.º                      | Tim Wellens              | Lotto-Soudal             | 40 pts                   |                          |
| 7.º                      | Greg Van Avermaet        | BMC Racing Team          | 40 pts                   |                          |
| 8.º                      | Søren Kragh Andersen     | Team Sunweb              | 35 pts                   |                          |
| 9.º                      | Rüdiger Selig            | Bora-Hansgrohe           | 32 pts                   |                          |
| 10.º                     | Oliver Naesen            | AG2R La Mondiale         | 31 pts                   |                          |

### Clasificación de la combatividad
| Clasificación de la combatividad | Clasificación de la combatividad | Clasificación de la combatividad | Clasificación de la combatividad | Clasificación de la combatividad |
| Ciclista                         | Ciclista                         | Equipo                           | Puntos                           |                                  |
| -------------------------------- | -------------------------------- | -------------------------------- | -------------------------------- | -------------------------------- |
| 1.º                              | Elmar Reinders                   | Roompot-Nederlandse Loterij      | 58 pts                           |                                  |
| 2.º                              | Thomas Sprengers                 | Sport Vlaanderen-Baloise         | 34 pts                           |                                  |
| 3.º                              | Jonas Rickaert                   | Sport Vlaanderen-Baloise         | 29 pts                           |                                  |
| 4.º                              | Taco van der Hoorn               | Roompot-Nederlandse Loterij      | 24 pts                           |                                  |
| 5.º                              | Magnus Cort                      | Astana                           | 22 pts                           |                                  |
| 6.º                              | Maxime Vantomme                  | WB-Aqua Protect-Veranclassic     | 18 pts                           |                                  |
| 7.º                              | Matej Mohorič                    | Bahrain-Merida                   | 18 pts                           |                                  |
| 8.º                              | Guillaume Van Keirsbulck         | Wanty-Groupe Gobert              | 12 pts                           |                                  |
| 9.º                              | Tim Wellens                      | Lotto-Soudal                     | 10 pts                           |                                  |
| 10.º                             | Edward Planckaert                | Sport Vlaanderen-Baloise         | 8 pts                            |                                  |

### Clasificación por equipos
| Clasificación por equipos | Clasificación por equipos   | Clasificación por equipos | Clasificación por equipos |
| Equipo                    | Equipo                      | Tiempo                    |                           |
| ------------------------- | --------------------------- | ------------------------- | ------------------------- |
| 1.º                       | Quick-Step Floors           | 75 h 40 min 38 s          |                           |
| 2.º                       | Lotto NL-Jumbo              | + 3 min 13 s              |                           |
| 3.º                       | Wanty-Groupe Gobert         | + 3 min 46 s              |                           |
| 4.º                       | Bora-Hansgrohe              | + 3 min 54 s              |                           |
| 5.º                       | Team Sunweb                 | + 5 min 44 s              |                           |
| 6.º                       | Roompot-Nederlandse Loterij | + 9 min 34 s              |                           |
| 7.º                       | BMC Racing Team             | + 11 min 38 s             |                           |
| 8.º                       | UAE Team Emirates           | + 11 min 55 s             |                           |
| 9.º                       | Groupama-FDJ                | + 13 min 41 s             |                           |
| 10.º                      | Lotto Soudal                | + 16 min 10 s             |                           |

## Evolución de las clasificaciones
| Etapa                   | Vencedor                | Clasificación general | Clasificación por puntos | Clasificación de la combatividad | Clasificación por equipos |
| ----------------------- | ----------------------- | --------------------- | ------------------------ | -------------------------------- | ------------------------- |
| 1.ª                     | Fabio Jakobsen          | Fabio Jakobsen        | Fabio Jakobsen           | Dries De Bondt                   | Quick-Step Floors         |
| 2.ª                     | Stefan Küng             | Stefan Küng           | Stefan Küng              | Dries De Bondt                   | BMC Racing                |
| 3.ª                     | Taco van der Hoorn      | Matej Mohorič         | Fabio Jakobsen           | Taco van der Hoorn               | BMC Racing                |
| 4.ª                     | Jasper Stuyven          | Matej Mohorič         | Caleb Ewan               | Elmar Reinders                   | BMC Racing                |
| 5.ª                     | Magnus Cort             | Matej Mohorič         | Caleb Ewan               | Dries De Bondt                   | BMC Racing                |
| 6.ª                     | Gregor Mühlberger       | Matej Mohorič         | Caleb Ewan               | Elmar Reinders                   | Quick-Step Floors         |
| 7.ª                     | Michael Matthews        | Matej Mohorič         | Zdeněk Štybar            | Elmar Reinders                   | Quick-Step Floors         |
| Clasificaciones finales | Clasificaciones finales | Matej Mohorič         | Zdeněk Štybar            | Elmar Reinders                   | Quick-Step Floors         |

## UCI World Ranking
El BinckBank Tour otorga puntos para el UCI WorldTour 2018 y el UCI World Ranking, este último para corredores de los equipos en las categorías UCI WorldTeam, Profesional Continental y Equipos Continentales. Las siguientes muestran el baremo de puntuación y los 10 corredores que más obtuvieron puntos:
| Posición              | 1.º | 2.º | 3.º | 4.º | 5.º | 6.º | 7.º | 8.º | 9.º | 10.º | 11.º | 12.º | 13.º | 14.º | 15.º | 16.º-20.º | 21.º-30.º | 31.º-50.º | 51.º-55.º | 56.º-60.º |
| Clasificación general | 400 | 320 | 260 | 220 | 180 | 140 | 120 | 100 | 80  | 68   | 56   | 48   | 40   | 32   | 28   | 24        | 16        | 8         | 4         | 2         |
| Por etapa             | 50  | 20  | 8   |     |     |     |     |     |     |      |      |      |      |      |      |           |           |           |           |           |
| Líder                 | 8   |     |     |     |     |     |     |     |     |      |      |      |      |      |      |           |           |           |           |           |

| Clasificación |                       |                             |         |       |       |       |
| Posición      | Ciclista              | Equipo                      | General | Etapa | Líder | Total |
| ------------- | --------------------- | --------------------------- | ------- | ----- | ----- | ----- |
| 1.º           | Matej Mohorič         | Bahrain Merida              | 400     | -     | 32    | 432   |
| 2.º           | Michael Matthews      | Sunweb                      | 320     | 50    | -     | 370   |
| 3.º           | Tim Wellens           | Lotto Soudal                | 260     | 20    | -     | 280   |
| 4.º           | Maximilian Schachmann | Quick-Step Floors           | 220     | -     | -     | 220   |
| 5.º           | Dylan van Baarle      | Sky                         | 180     | -     | -     | 180   |
| 6.º           | Greg Van Avermaet     | BMC Racing                  | 140     | 20    | -     | 160   |
| 7.º           | Gregor Mühlberger     | Bora-Hansgrohe              | 100     | 50    | -     | 150   |
| 8.º           | Søren Kragh Andersen  | Sunweb                      | 120     | 8     | -     | 128   |
| 9.º           | Jasper Stuyven        | Trek-Segafredo              | 68      | 50    | -     | 118   |
| 10.º          | Taco van der Hoorn    | Roompot-Nederlandse Loterij | 56      | 50    | -     | 106   |